# Honō no Dōkyūji: Dodge Danpei
Honō no Dōkyūji: Dodge Danpei (炎の闘球児ドッジ弾平) est un jeu vidéo de balle aux prisonniers sorti en 1992 sur Mega Drive. Le jeu a été développé et édité par Sega.

## Système de jeu
Il y a 7 joueurs dans chaque équipe. Les joueurs doivent se toucher avec la balle, si un joueur d'une équipe touche un adversaire avec la balle,ce dernier est éliminé. Si le joueur sur lequel la balle est lancée l'intercepte, il n'est pas éliminé. Si un joueur touche un joueur de l'équipe adverse et que la balle rebondit, si on la rattrape avant qu'elle ne touche le sol, le joueur touché n'est pas éliminé. L'élimination d'un joueur dépend du niveau de sa jauge de vie. Les joueurs doivent se lancer la balle, et plus le lancer est fort, plus la jauge de vie diminue. Le match se termine quand tous les joueurs d'une équipe sont éliminés.